# I Love Italy
I Love Italy è stato un programma televisivo prodotto dalla RAI. Il gioco consisteva in una sfida tra personaggi famosi divisi in Nord e Sud su domande, prove e giochi riguardanti la cultura italiana.

## Edizioni

### Puntata pilota (2010)
La puntata pilota è andata in onda in prima serata su Rai 2 il 30 dicembre 2010, condotta da Claudio Lippi.

#### Squadre
- Nord: Amadeus, Fiordaliso, Fabrizio Fontana, Roberta Lanfranchi
- Sud: Giancarlo Magalli, Biagio Izzo, Rosanna Fratello, Tosca D'Aquino

##### Ascolti
| Data             | Telespettatori | Share |
| ---------------- | -------------- | ----- |
| 30 dicembre 2010 | 2.326.000      | 9,81% |

### Prima edizione (2011)
La prima edizione del programma è andata in onda dal 10 al 31 maggio 2011 per quattro appuntamenti, con la conduzione di Massimiliano Ossini e Alessandra Barzaghi.

#### Squadre
- Prima puntata

Nord: Carmen Russo, Gloria Guida, Emanuela Aureli, Umberto Smaila
Sud: Marisa Laurito, Cristiano Malgioglio, Marcello Cirillo, Angela Melillo
- Seconda puntata

Nord: Gianfranco Vissani, Elisa Isoardi, Aldo Montano, Carmen Russo
Sud: Cristiano Malgioglio, Antonella Mosetti, Valeria Marini, Massimiliano Rosolino
- Terza puntata

Nord: Serena Garitta, Antonio Rossi, Franco Oppini, Alba Parietti
Sud: Monica Setta, Cristiano Malgioglio, Barbara De Rossi, Nino Frassica
- Quarta puntata

Nord: Alessandra Celentano, Riccardo Fogli, Lory Del Santo, Antonio Casanova
Sud: Miriana Trevisan, Cristiano Malgioglio, Maurizio Mattioli, Tosca D'Aquino

##### Ascolti
| Puntata | Data           | Telespettatori | Share |
| ------- | -------------- | -------------- | ----- |
| 1       | 10 maggio 2011 | 2.403.000      | 8,77% |
| 2       | 17 maggio 2011 | 1.784.000      | 6,31% |
| 3       | 24 maggio 2011 | 1.992.000      | 7,37% |
| 4       | 31 maggio 2011 | 2.037.000      | 7,49% |

## Vittorie delle squadre
| Squadre | Vittorie |
| ------- | -------- |
| Nord    | 2        |
| Sud     | 3        |